# Entropy (Zeitschrift)
Entropy ist eine englischsprachige Open-Access-Peer-Review-Fachzeitschrift. Sie wurde 1999 gegründet und wird von MDPI publiziert. Die Zeitschrift gibt regelmäßig von Gastredakteuren zusammengestellte Spezialausgaben heraus. Der Chefredakteur ist Kevin H. Knuth von der University at Albany.

## Ziele
Entropy ist eine internationale und interdisziplinäre Fachzeitschrift für Informationstheorie, in der Reviews, Forschungsberichte und Kurzdarstellungen veröffentlicht werden. Anliegen ist, Wissenschaftler zu ermutigen, so viel wie möglich ihre theoretischen und experimentellen Erkenntnisse detailliert zu veröffentlichen. Entropy ist Mitglied des Committee on Publication Ethics (COPE).

## Indexierung
Die Zeitschrift wird indexiert in:
- Chemical Abstracts Service
- Current Contents/Physical, Chemical & Earth Sciences
- Inspec
- MathSciNet
- Science Citation Index Expanded
- Scopus
- Zentralblatt MATH

Gemäß Journal Citation Reports kam die Zeitschrift im Jahr 2012 auf einen Impact Factor von 1,347.

## Kontroverse
2013 veröffentlichte die Fachzeitschrift ein Review von Anthony Samsel (nach eigenen Angaben Wissenschaftler und Berater bei Anthony Samsel Environmental and Public Health Services, früher Berater bei Arthur D. Little) und Stefanie Senneff (Senior Research Scientist bei MIT) zu Gefahren des Pflanzenschutzmittels Glyphosat. Die Autoren geben an, dass Glyphosat möglicherweise die bedeutendste Ursache für die Ausbreitung einer Reihe von Krankheiten sei. Einflussmöglichkeiten wurden genannt für Übergewicht, Depressionen, ADHS, Autismus, Alzheimersche Krankheit, Parkinsonsche Krankheit, Multiple Sklerose, Krebs und Unfruchtbarkeit. Die Autoren beziehen sich im Artikel auf Aussagen anderer Studien, auch auf solche, die umstritten sind. Die Nachrichtenagentur Reuters gab den Studieninhalt unkritisch wieder, Goldman Steff von Goldman Environmental Prize ebenso. Andere Kommentatoren kritisierten die Studie und bezeichneten sie als Pseudowissenschaft, wie Keith Kloor in seinem Blog bei der populärwissenschaftlichen Zeitschrift Discover.